# Alcee Hastings
Alcee Lamar Hastings (Altamonte Springs, 5 settembre 1936 – Fort Lauderdale, 6 aprile 2021) è stato un politico e magistrato statunitense, membro della Camera dei Rappresentanti per lo stato della Florida dal 1993 al 2021.

## Biografia
Dopo gli studi in legge Hastings divenne magistrato e nel 1970 si candidò alla carica di senatore con il Partito Democratico, ma venne sconfitto nelle primarie da Lawton Chiles.
Alcuni anni dopo il Presidente Carter lo nominò giudice distrettuale ma nel 1981 venne accusato di corruzione per aver accettato del denaro in cambio di una sentenza favorevole. Nel 1988 il caso arrivò al Congresso: la Camera votò a favore dell'impeachment e il Senato stabilì la sua destituzione dall'incarico di giudice federale.
Nel 1990 Hastings tentò di ritornare alla politica candidandosi a Segretario di Stato della Florida, ma non riuscì a superare le primarie. Ebbe maggiore successo due anni dopo, quando si candidò alla Camera dei Rappresentanti e sconfisse nelle primarie l'avversaria Lois Frankel. Il distretto da lui rappresentato aveva una forte maggioranza di elettori democratici e ciò consentì ad Hastings di essere sempre riconfermato da allora.
Alcee Hastings ha fatto parte, fino alla sua morte, del Congressional Black Caucus e del Congressional Progressive Caucus.